# (3190) Aposhanskij
(3190) Aposhanskij (1978 SR6; 1981 EA25) ist ein des äußeren Hauptgürtels, der am 26. September 1978 von der ukrainischen (damals: Sowjetunion) Astronomin Ljudmyla Schurawlowa am Krim-Observatorium (Zweigstelle Nautschnyj) auf der Halbinsel Krim (IAU-Code 095) entdeckt wurde. Er gehört zur Eos-Familie, einer Gruppe von Asteroiden, die nach (221) Eos benannt ist.

## Benennung
(3190) Aposhanskij wurde nach dem russisch-sowjetischen Poeten und Journalisten Wladimir Michailowitsch Aposchanski (1910–1943) benannt.